# Giro del Lussemburgo 1967
Il Giro del Lussemburgo 1967, trentunesima edizione della corsa, si svolse dal 16 al 19 giugno su un percorso di 801 km ripartiti in 4 tappe (la seconda suddivisa in due semitappe), con partenza a Lussemburgo e arrivo a Esch-sur-Alzette. Fu vinto dal belga Frans Brands della Romeo-Smiths-Plume Sport davanti al suo connazionale Bernard Vandekerckhove e al francese Raymond Delisle.

## Tappe
| Tappa  | Data      | Percorso                                    | km  | Vincitore di tappa     | Leader cl. generale |
| ------ | --------- | ------------------------------------------- | --- | ---------------------- | ------------------- |
| 1ª     | 16 giugno | Lussemburgo > Lussemburgo                   | 210 | Frans Brands           |                     |
| 2ª-1ª  | 17 giugno | Mühlenbach > Mühlenbach (cron. individuale) | 2,4 | Edy Schütz             |                     |
| 2ª-2ª  | 17 giugno | Lussemburgo > Bettembourg                   | 168 | Bernard Vandekerckhove |                     |
| 3ª     | 18 giugno | Bettembourg > Diekirch                      | 230 | Julio Jimenez Munoz    |                     |
| 4ª     | 19 giugno | Diekirch > Esch-sur-Alzette                 | 191 | Johny Schleck          | Frans Brands        |
| Totale | Totale    | Totale                                      | 801 |                        |                     |

## Dettagli delle tappe

### 1ª tappa
- 16 giugno: Lussemburgo > Lussemburgo – 210 km

| Pos. | Corridore       | Squadra      | Tempo    |
| ---- | --------------- | ------------ | -------- |
| 1    | Frans Brands    | Romeo        | 5h20'24" |
| 2    | Noël De Pauw    | Mann-Grundig | a 49"    |
| 3    | Guido Reybrouck | Romeo        | a 51"    |

| Pos. | Corridore | Squadra | Tempo |
| ---- | --------- | ------- | ----- |

### 2ª tappa - 1ª semitappa
- 17 giugno: Mühlenbach > Mühlenbach (cron. individuale) – 2,4 km

| Pos. | Corridore           | Squadra | Tempo |
| ---- | ------------------- | ------- | ----- |
| 1    | Edy Schütz          | Romeo   | 4'30" |
| 2    | Raymond Delisle     | Peugeot | a 7"  |
| 3    | Julio Jimenez Munoz | Bic     | a 8"  |

| Pos. | Corridore | Squadra | Tempo |
| ---- | --------- | ------- | ----- |

### 2ª tappa - 2ª semitappa
- 17 giugno: Lussemburgo > Bettembourg – 168 km

| Pos. | Corridore              | Squadra  | Tempo    |
| ---- | ---------------------- | -------- | -------- |
| 1    | Bernard Vandekerckhove | Pelforth | 4h15'06" |
| 2    | Anatole Novak          | Bic      | a 21"    |
| 3    | Jan Janssen            | Pelforth | a 40"    |

| Pos. | Corridore | Squadra | Tempo |
| ---- | --------- | ------- | ----- |

### 3ª tappa
- 18 giugno: Bettembourg > Diekirch – 230 km

| Pos. | Corridore           | Squadra  | Tempo    |
| ---- | ------------------- | -------- | -------- |
| 1    | Julio Jimenez Munoz | Bic      | 7h03'49" |
| 2    | Guido Reybrouck     | Romeo    | a 3'28"  |
| 3    | Jan Janssen         | Pelforth | s.t.     |

| Pos. | Corridore | Squadra | Tempo |
| ---- | --------- | ------- | ----- |

### 4ª tappa
- 19 giugno: Diekirch > Esch-sur-Alzette – 191 km

| Pos. | Corridore        | Squadra  | Tempo    |
| ---- | ---------------- | -------- | -------- |
| 1    | Johny Schleck    | Pelforth | 5h09'13" |
| 2    | Winfried Bölke   | Peugeot  | s.t.     |
| 3    | Noël Vanclooster | Flandria | s.t.     |

| Pos. | Corridore              | Squadra  | Tempo     |
| ---- | ---------------------- | -------- | --------- |
| 1    | Frans Brands           | Romeo    | 21h57'23" |
| 2    | Bernard Vandekerckhove | Pelforth | a 31"     |
| 3    | Raymond Delisle        | Peugeot  | a 47"     |

## Classifiche finali

### Classifica generale
| Pos. | Corridore              | Squadra                  | Tempo     |
| ---- | ---------------------- | ------------------------ | --------- |
| 1    | Frans Brands           | Romeo-Smiths-Plume Sport | 21h57'23" |
| 2    | Bernard Vandekerckhove | Pelforth-Sauvage-Lejeune | a 31"     |
| 3    | Raymond Delisle        | Peugeot-BP-Michelin      | a 47"     |
| 4    | Edy Schütz             | Romeo-Smiths-Plume Sport | a 48"     |
| 5    | Anatole Novak          | Bic                      | a 50"     |
| 6    | Noël De Pauw           | Mann-Grundig             | a 54"     |
| 7    | André Zimmermann       | Peugeot-BP-Michelin      | a 59"     |
| 8    | Vin Denson             | Bic                      | a 1'03"   |
| 9    | Johny Schleck          | Pelforth-Sauvage-Lejeune | a 1'07"   |
| 10   | Michel Jacquemin       | Romeo-Smiths-Plume Sport | a 1'09"   |